# Bank of America
La Bank of America Corporation (abbreviata in BofA) è una banca multinazionale degli Stati Uniti d'America e una società di servizi finanziari con sede a Charlotte, nella Carolina del Nord e hub centrali a New York, Londra, Hong Kong, Minneapolis e Toronto.  Bank of America è stata costituita tramite l'acquisizione di BankAmerica da parte di NationsBank nel 1998. È la seconda più grande istituzione bancaria negli Stati Uniti, dopo JP Morgan Chase.  Come parte dei Big Four, fornisce circa il 10,73% di tutti i depositi bancari americani, in concorrenza diretta con Citigroup, Wells Fargo e JPMorgan Chase.  I suoi principali servizi finanziari ruotano attorno a banche commerciali, gestione patrimoniale e investment banking. 
Dal 19 febbraio 2008 è entrata a far parte dell'indice Dow Jones.
Il 21 agosto 2014 Bank of America ha concordato un risarcimento di 16,65 miliardi di dollari, per appianare le cause legali e pagare le multe, per quanto riguarda sia i mutui che i titoli tossici e relative false informazioni finanziarie ai propri clienti risalenti alla crisi dei subprime del 2006.

## Storia

### LaBank of Italy
Il 17 ottobre 1904 Amadeo Pietro Giannini fondò la Bank of Italy a San Francisco.
Questa banca aveva per clienti i tanti immigrati giunti negli Stati Uniti in quell'epoca, che subivano spesso rifiuti da parte delle banche americane esistenti quando tentavano di aprire rapporti presso di esse.
Durante il terremoto di San Francisco del 1906, Giannini riuscì a portare in salvo tutti i depositi fuori dall'edificio della Banca e lontano dagli incendi. Dato che le sedi delle altre banche erano state distrutte e non si poteva accedere ai caveaux, Giannini invece riuscì entro pochi giorni dal disastro ad utilizzare i fondi portati in salvo per ricominciare a concedere prestiti: su di un banco fatto di un asse appoggiato a due botti, faceva prestito a chi voleva cominciare a ricostruire.
La prima filiale fuori di San Francisco fu aperta a San Jose.
Nel 1919 Giannini fondò in Italia la Banca d'America e d'Italia sulla base della "Banca dell'Italia Meridionale" fondata a Napoli nel 1917.

### LaBank of America
Nel 1928 la "Bank of Italy" si fuse con la "Bank of America", fondata da Orra E. Monnette nel 1923 a Los Angeles. Nel 1930 la "Bank of Italy" fu rinominata Bank of America National Trust and Savings Association. La nuova banca aveva sede a San Francisco ed era condiretta da Giannini e da Monnette.
La Banca contava 453 filiali in California.
La California dopo la seconda guerra mondiale era lo Stato americano con il più forte tasso di crescita. Giannini cercò di espandere la sua banca a livello nazionale, soprattutto negli stati dell'Ovest. Inoltre la "Bank of America" entrò nel mercato assicurativo attraverso la controllata "Transamerica Corporation".
Tuttavia, nel 1953 la legge "Clayton Antitrust Act" impose la separazione fra "Bank of America" e "Transamerica"; nel 1956 poi la legge "Bank Holding Company Act" proibì alle banche di detenere partecipazioni in società non bancarie. 
Inoltre, le autorità bancarie federali proibirono alla "Bank of America" l'attività bancaria contemporaneamente in più Stati dell'Unione, cosicché le banche negli stati diversi dalla California furono riunite nella "First Interstate Bancorp" e fu creata la "BankAmerica Corporation" come holding del gruppo.
Nel 1958 la Compagnia di Gesù controllava il 51% del capitale della Banca.

### LaBankAmericard
Per far fronte all'ingente volume di transazioni da elaborare e registrare la Bank of America investì massicciamente nelle tecnologie elettroniche, tanto che la banca è generalmente considerata, insieme alla General Electric, come l'inventrice delle operazioni bancarie centralizzate. In particolare le nuove tecnologie permisero alle carte di credito di essere collegate direttamente al singolo conto corrente. Nel 1958 la Bank of America lanciò la BankAmericard, che nel 1977 cambiò il nome in Visa. Un consorzio di banche californiane lanciò poi una carta concorrente, la "Master Charge" (oggi Mastercard).
L'efficacia delle tecnologie informatiche permise alla Bank of America di abbattere i costi e ciò le permise nei primi anni Settanta di diventare la più grande banca del mondo.

### L'espansione fuori della California

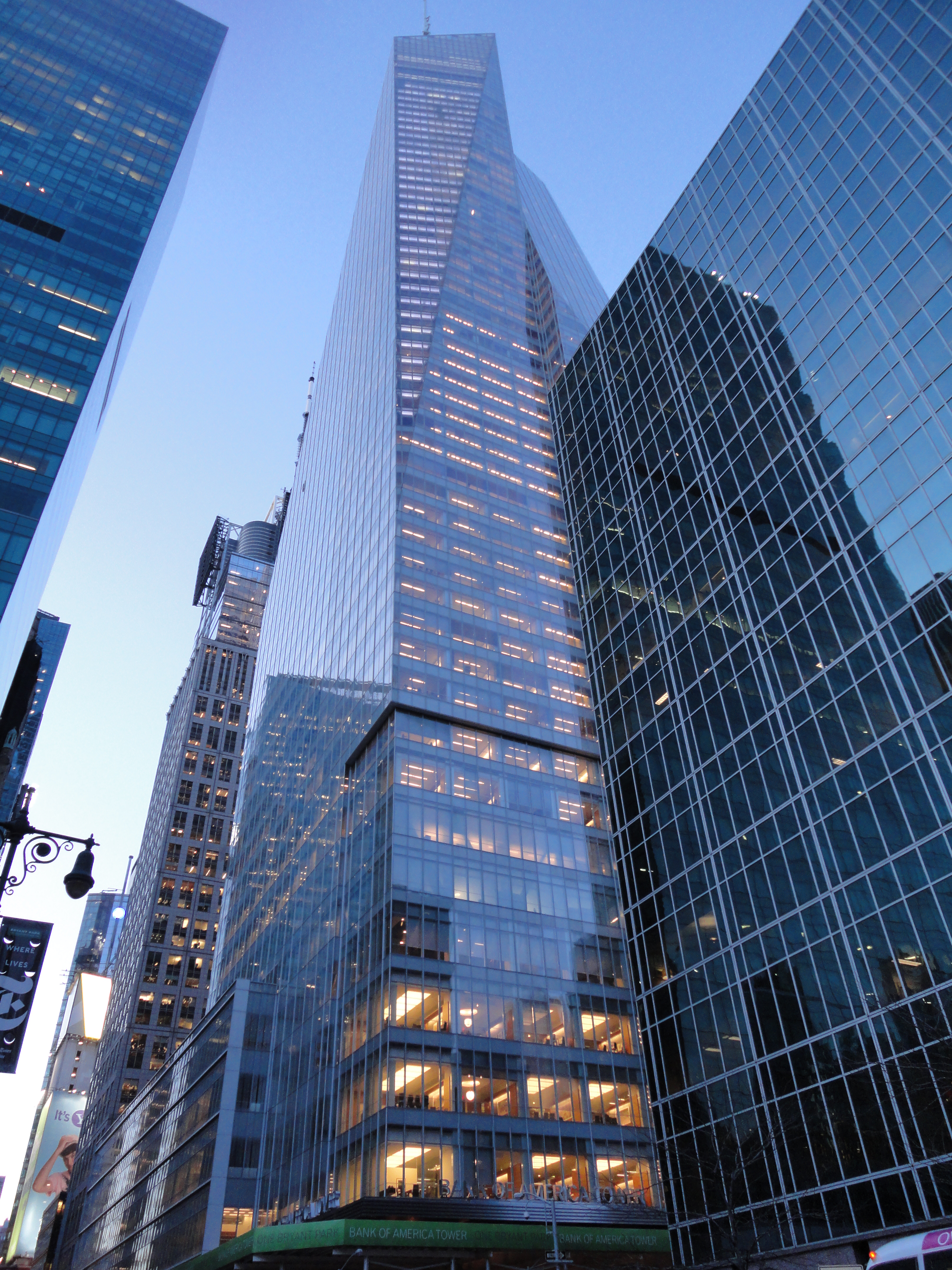
La Bank of America Tower di New York

Grazie alla legge "Bank Holding Company Act" del 1967 la BankAmerica Corporation poté nuovamente espandersi fuori della California. La prima acquisizione ebbe luogo nel 1983 ed ebbe ad oggetto la Seafirst di Seattle. La Seafirst attraversava difficoltà dovute al mancato rientro di prestiti nel settore petrolifero. BankAmerica continuò ad utilizzare il nome Seafirst fino alla fusione con la NationsBank.
Nel 1986 e 1987 la BankAmerica registrò forti perdite dovute ai prestiti concessi e non restituiti ai paesi del terzo mondo, in particolare in America Latina. Questo la indebolì e la rese vulnerabile alle scalate ostili: perciò dismise varie società collegate, fra cui la "Banca d'America e d'Italia", che fu venduta alla Deutsche Bank.
Nel 1992 la Bank of America acquisì la "Security Pacific Corporation": fu la più grossa operazione fino ad allora compiuta nel settore bancario.
Nel 1994 la BankAmerica prese il controllo della "Continental Illinois National Bank and Trust Co." di Chicago, che era diventata di proprietà federale dopo aver avuto problemi simili a quelli della Seafirst con l'industria petrolifera. A quel tempo nessuna banca aveva le risorse per rilevare la Continental Illinois cosicché il governo federale l'aveva gestita per circa un decennio. 
Con questa fusione la BankAmerica Corp. tornò ad essere la più grande banca statunitense in termini di raccolta.

### L'acquisto da parte della NationsBank
Nel 1997 Bank of America affidò a DE Shaw & Co., un grande fondo speculativo, 1,4 miliardi di dollari da gestire in varie attività commerciali per conto della banca. Tuttavia DE Shaw subì perdite ingenti con il mancato rimborso dei titoli di Stato russi del 1998. Si fece così avanti la NationsBank (nata nel 1874 come "Commercial National Bank"; nel 1957 si era fusa con la "American Trust Co." per dare vita alla "American Commercial Bank"; nel 1960 aveva preso il nome di "North Carolina National Bank" e nel 1991, dopo un'ulteriore acquisizione, quello di "NationsBank") con sede a Charlotte che acquisì Bank of America nell'ottobre 1998 in quella che all'epoca fu la più grande acquisizione bancaria della storia: oltre 62 miliardi di dollari.
Dopo l'acquisizione della BankAmerica Corporation da parte della NationsBank, si procedette a una fusione fra le due imprese e il nuovo gruppo prese il nome della preda e non del predatore, ovvero Bank of America, ma la sede legale del gruppo rimase a Charlotte. La banca utilizza tuttora la licenza bancaria federale 13044, che è quella rilasciata alla Bank of Italy di Giannini il 1º marzo 1927. Il nuovo gruppo è presente in ventidue stati con una rete di circa 4800 agenzie.

### La crisi del 2008

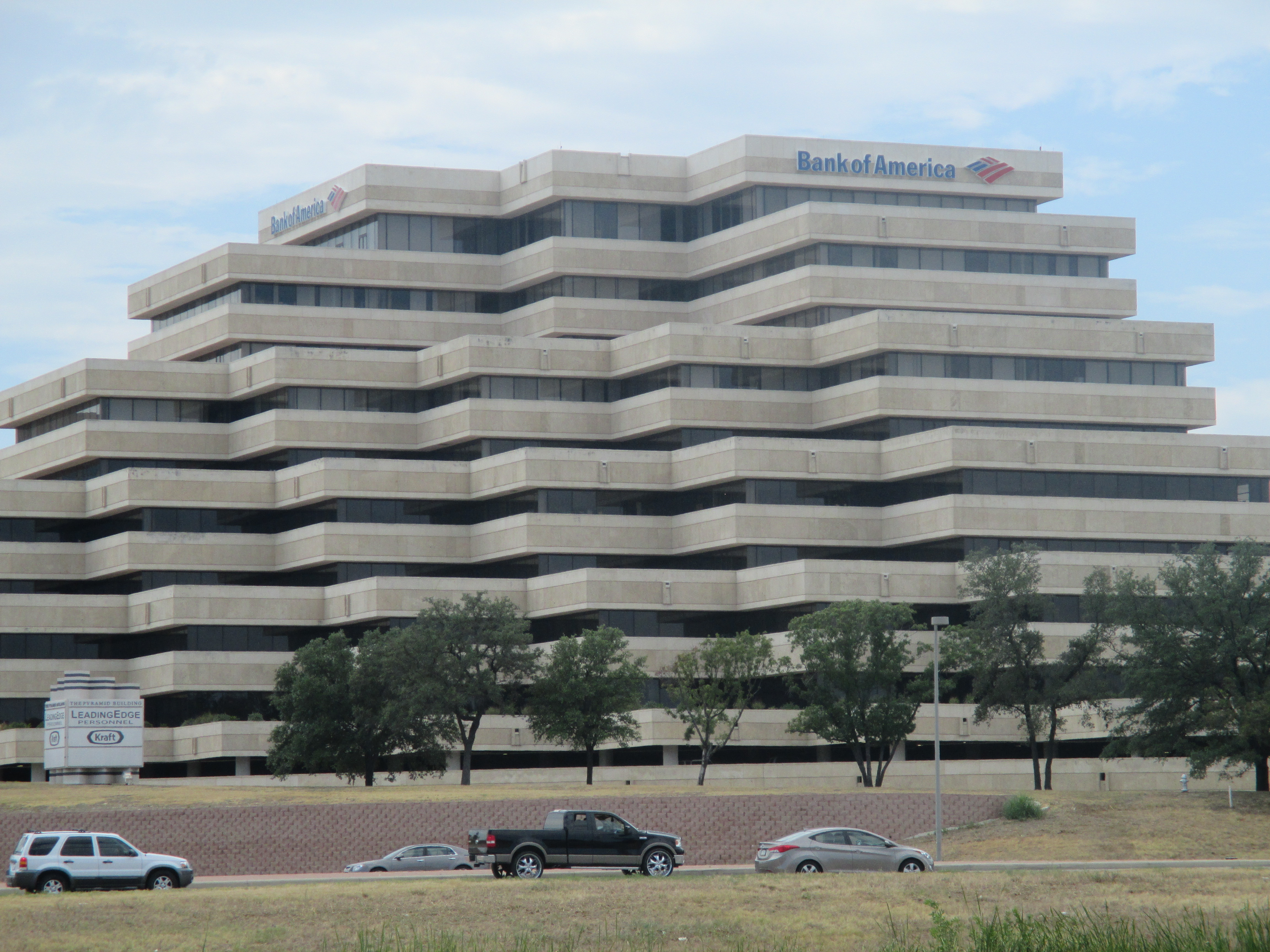
Filiale della Bank of America a San Antonio

Nel 2008 la Bank of America acquisì la Merrill Lynch, allora la terza più grande merchant bank americana.
All'interno del programma di salvataggio operato dal governo federale, chiamato Troubled Asset Relief Program (TARP), la Bank of America ricevette nel 2008 25 miliardi di dollari, seguiti nel 2009 da altri venti miliardi di dollari e una garanzia di 118 miliardi di dollari per le possibili perdite. La somma del 2009 seguiva un accordo stipulato col governo federale per salvaguardare la Bank of America dai debiti della Merrill Lynch.

## Vicende giudiziarie
Nel 2010 Bank of America è stata accusata dal Governo degli Stati Uniti di frodare scuole, ospedali e decine di organizzazioni governative statali e locali attraverso la cattiva condotta e le attività illegali che coinvolgono l'investimento dei proventi dalla vendita di obbligazioni municipali. Di conseguenza, la banca ha accettato di pagare 137.700.000 dollari, di cui 25 milioni di dollari al servizio delle entrate e 4,5 milioni di dollari allo stato procuratore generale, alle organizzazioni interessate per risolvere le accuse.
Il 18 maggio 2010 Douglas Campbell, funzionario della Bank of America, si è dichiarato colpevole di cospirazione e frode telematica.
A partire da gennaio 2011, altri banchieri e broker sono sotto accusa o indagati.
Il 24 ottobre 2012 il procuratore federale di Manhattan ha intentato causa alla Bank of America Corp. per aver truffato i propri clienti per più di 1 miliardo di dollari, vendendo loro titoli tossici.

## Note

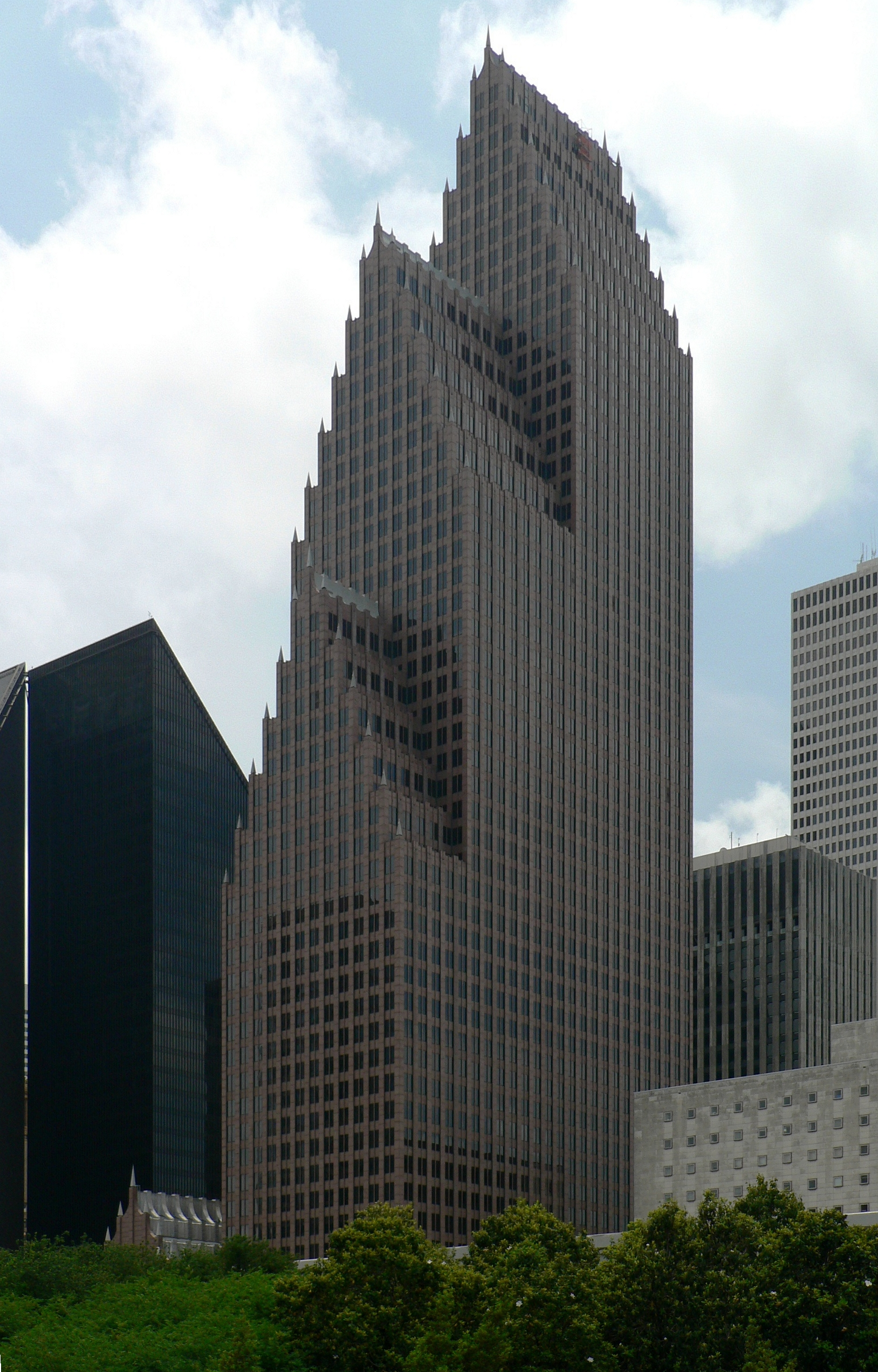
Il Bank of America Center di Houston